# Выживание идиотов
«Выживание идиотов», или «Уроки выживания» (с 2018 года) (англ. Survival of the Idiots) — 29-я серия американского мультсериала «Губка Боб Квадратные Штаны». Данный эпизод был создан в 2000 году и показан 19 мая 2001 года на телеканале «Nickelodeon» в США, а в России — 20 июля 2002 года.

## Сюжет
Губка Боб и Патрик взволнованно бегут к дому Сэнди, чтобы повеселиться с ней. Однако весь купол имеет металлическую оболочку над ним и табличку «Не входить» на входной двери. В прихожей друзья видят телевизор, который включается и воспроизводит видео Сэнди, которая одета в пижаму и ест жёлуди. Сэнди в видео объясняет, что она впадает в зимнюю спячку, и просит никого не беспокоить её. Однако Патрик решается войти, после чего они видят, что внутренность купола полностью покрыта снегом.
Губка Боб и Патрик получают удовольствие от снега — даже снимают свои водяные шлемы из-за его влажности. Затем они слышат странный шум из дерева Сэнди, затем они заходят внутрь. Друзья замечают, что Сэнди во много раз больше своего первоначального размера и крепко спит. После начинают подшучивать над Сэнди, которой снится поимка бандитов Грязного Дэна и Безмозглого Ларри. Однако Сэнди внезапно просыпается от их смеха, после чего нападает на Боба и Патрика в своём сонном оцепенении, но быстро засыпает. Затем Патрик делает пару наушников из пуха в пупке и помещает их на уши Сэнди, чтобы предотвратить её пробуждение. Губка Боб и Патрик покидают дерево, чтобы продолжить играть в снегу. Они притворяются бандитами из сна Сэнди, но затем они начинают бороться за то, кто из них будет играть роль Грязного Дэна. Громкие звуки сбивают наушники Сэнди, позволяя ей слышать весь шум, и она нападает на своих друзей в ещё большей полусонной ярости.
Потрёпанные Губка Боб и Патрик из-за усиливающейся зимней бури решают уйти, но затем осознают, что дверь замёрзла, оставив их в ловушке. Не в силах спастись или выжить в холодную погоду, они заходят в спальню Сэнди и срывают с неё весь мех, дабы согреться. С их новым меховым нарядом Губка Боб объявляет, что теперь они точно готовы к зимовке. Однако зима тут же подходит к концу, и Сэнди просыпается. Выйдя из дерева, она удивляется, увидев Губку Боба и Патрика, одетых в её мех, но затем она смотрит вниз и осознаёт, что она совершенно лысая. Сэнди сердится на друзей, и Губка Боб и Патрик понимают, что срывать мех было не очень хорошей идеей; и теперь им придётся страдать от последствий…
Серия заканчивается тем, что Сэнди вместе с Бобом и Патриком пьют лимонад; Губка Боб и Патрик обвёрнуты вокруг тела и головы Сэнди, чтобы держать её в тепле, пока мех не вырастет снова, к большому дискомфорту друзей.

## Роли
| Персонаж                   | Оригинальное озвучивание | Русский дубляж   |
| -------------------------- | ------------------------ | ---------------- |
| Губка Боб Квадратные Штаны | Том Кенни                | Сергей Балабанов |
| Патрик Стар                | Билл Фагербакки          | Юрий Маляров     |
| Сэнди Чикс                 | Кэролин Лоуренс          | Нина Тобилевич   |

## Производство
Серия «Выживание идиотов» была написана К. Х. Гринблаттом, Аароном Спрингером и Мерриуизер Уильямс; Ларри Лэичлитер взял роль анимационного режиссёра, К. Х. Гринблатт был главным раскадровщиком серии. Впервые данная серия была показана 5 марта 2001 года в США на телеканале «Nickelodeon».
Изначальным названием серии было «Survival of the Morons» (с англ. — «Выживание придурков»). По словам Карла Гринблатта, ему было лень рисовать водяные шлемы для Губки Боба и Патрика после того, как они попали в дом Сэнди. Из-за этого была создана сцена, где Патрик и Губка Боб снимают их, понимая, что снег превращается в воду при таянии. Аарон Спрингер считает данную серию сиквелом серии «Последняя неделя перед зимней спячкой».
Серия «Выживание идиотов» была выпущена на DVD-диске «Christmas» 30 сентября 2003 года. Она также вошла в состав DVD «SpongeBob SquarePants: The Complete 2nd Season», выпущенного 19 октября 2004 года, и «SpongeBob SquarePants: The First 100 Episodes», выпущенного 22 сентября 2009 года и состоящего из всех эпизодов с первого по пятый сезоны мультсериала.

## Отзывы критиков
«Выживание идиотов» получило в целом положительные отзывы от поклонников мультсериала и критиков. На сайте «IMDb» серия имеет оценку 8,8/10. Эд Гонсалес из «Slant» назвал серию «блестящей».